# عبد القادر رشيد
عبد القادر رشيد بن محمد سعيد التكرلي هو سياسي عراقي، ولد في بغداد عام 1894.
تخرج من مدرسة بيروت السلطانية ومن مدرسة الهندسة المعمارية في الإستانة.
في 1914، عين مدرسا للرياضيات في المدرسة السلطانية في البصرة. في 1917، خدم بصفة ضابط احتياط في الجيش العثماني، واشترك في حصار الكوت وأسر في الجبهة الإيرانية قرب خانقين عام 1917، واعتقل في الهند.
عاد للعراق عام 1919، فعين مترجما ثم معاونا لسكرتير مجلس الوزراء عام 1920، ثم سكرتيرا للمجلس التأسيسي عام 1924.
وفي سنة 1925، أعيد لسكرتارية مجلس الوزراء. ثم شغل منصب وزير الخارجية للفترة من 3 تشرين الثاني 1932 إلى 18 آذار 1933، أي في فترة وزارة ناجي شوكت. أحيل إلى التقاعد في 20 آذار 1933.
عمل في مجال شركات النفط منذ عام 1933 حتى تقاعده عام 1959.
انتقل إلى لندن، وكان يتردد على العراق، لكنه توفي فيها عام 1972.

## مؤلفاته
- ترجمة رواية دون كيخوتي لميغيل دي ثيربانتس، وقد نقلها من اللغة الفرنسية.[2] صدرت في القاهرة عن المطبعة السلفية عام 1923.
- نشر كتابا عن النفط نشر عام 1942.[2]